# 호르헤 에르난데스 (권투 선수)
호르헤 에르난데스 파드론(스페인어: Jorge Hernández Padrón, 1954년 11월 17일~2019년 12월 12일)은 쿠바의 권투 선수이다. 1976년 하계 올림픽 라이트플라이급 금메달을 획득했으며, 세계 선수권 대회에서 금메달 1개, 은메달 1개를 획득했다.